# 超級瑪利歐3D樂園
《超級瑪利歐3D樂園》（又译作）是由任天堂情报开发本部与Brownie Brown协力开发并由任天堂发售在任天堂3DS上的马力欧主题的平台动作游戏。本作是《超級瑪利歐》系列登录任天堂3DS平台的首款作品。本作最先公布于2011年在旧金山举行的游戏开发者大会（GDC）上；在之后同年举行的E3游戏展上，任天堂公布了本作更多的情报。开发团队在本作中采用了独特的游戏方式，它吸收了马里奥系列传统的2D横向卷轴以及3D沙箱游戏的经典元素，而且也为整个系列加入了自己的特色。《超級瑪利歐3D樂園》使用了3D技術以及裸眼3D技術。遊戲裡面，於《超級瑪利歐兄弟3》出現過的道具「狸猫马里奥」以及「♩ 方格」亦再次出現。在每一關的最後也會出現跟《超級瑪利歐兄弟》一樣的旗桿。而游戏故事依旧是马里奥要救回被库巴夺走的碧姬公主。本作包含了16个世界地图和一共96个关卡。

本作的遊戲標誌

《超级马里奥3D大陆》于2011年11月3日在日本地区发售；11月13日在北美地区发售；11月18日在欧洲发售；2012年4月28日在韩国发售，12月初在中国大陆发售；12月7日在香港和台湾发售；简体及繁体中文的官方译名分别为「超级馬力歐 3D乐园」和「超级玛利欧 3D乐园」。
2012年10月3日在任天堂Direct网络发布会上，任天堂宣布于10月开始在自家网络商店任天堂eShop上发售下载版的3DS游戏，其中包括了《超級瑪利歐3D樂園》。11月1日，神游科技公布中国大陆行货版3DS XL，《超级馬力歐3D乐园》作为其中一款首发游戏将内置于机器中首售。
2017年7月13日在臺灣發行日文主機專用的《超級瑪利歐 3D 樂園》中文版。

## 遊戲內容

於GDC 2011上發佈的超級瑪利歐3D樂園的遊戲截圖

今集於《超級瑪利歐3D樂園》裡採用了跟《超级马里奥银河》相似的立體畫面。據任天堂稱，立體遊戲加上裸眼立體能令玩家更容易有物件之間的距離感。在每一關的最後也會出現跟《超級瑪利歐兄弟》和《新 超級瑪利歐兄弟Wii》一樣的旗桿，碰到最頂端會有額外一個生命（1UP）赠送。有時遊戲裡更會玩弄玩家的立體錯覺來增加遊戲的好玩性。

## 遊戲開發
《超級瑪利歐3D樂園》由曾开发过《超级马里奥银河》及《超级马里奥银河2》的任天堂情报开发本部东京工作室和任天堂另一个子公司 Brownie Brown联合开发。《超级马里奥银河2》的制作人林田宏一负责本次《超級瑪利歐3D樂園》的制作。本作的音乐由早崎明日香、横田真人、乡原繁利和哈马武史负责编曲。本作的开发总时长超过两年，而开发团队的规模也从最早的2个人到最后的30人
《超級瑪利歐3D樂園》最早被曝光是在2010年11月，宮本茂宣佈有2D和3D的瑪利歐系列遊戲給3DS正在開發中。《超級瑪利歐3D樂園》是其中一款3D遊戲。《3D大陆》的呈现方式及玩法将会介于《超级马里奥64》和《超级马里奥银河》之间。在2011年的游戏开发者大会（GDC）主题演讲上，岩田聪公布了本作的LOGO并承诺同年的E3展上会披露更多消息。宫本茂在之后的采访中谈到“它（指本作Logo中的尾巴）就是大家所想的那样”，其LOGO所影射出的“狸猫尾”是源自1988年的《超级马里奥兄弟3》中一大特色能力：狸猫马里奥。虽然在采访中没有提及本作的具体发售日期，不过宫本茂说他希望看到本作能在2011年内发售。在任天堂2011年的E3展前发布会上，《超級瑪利歐3D樂園》正式亮相，而且任天堂也确认了本作会在年内发售。而作为本作引人注目的“狸猫马里奥”也被包含在游戏的试玩中，值得注意的是，《3D大陆》的狸猫马里奥与《超级马里奥兄弟3》的不同在于：狸猫马里奥只能从高处跳下时进行一定的滑翔和进行攻击，而《超马3》中的狸猫马里奥可以平地起飞。
《超級瑪利歐3D樂園》还是一款少见的同被简体和繁体中文化的马里奥系列游戏。简体中文版游戏由神游科技制作并作为iQue 3DS XL的首发游戏之一至于随主机附送的SDHC储存卡中。繁体中文版由任天堂溥天和任天堂香港推出，并且请到了S.H.E组合中的田馥甄以身着马里奥的水管工服装的形象代言本作。

## 游戏评价
《超級瑪利歐3D樂園》的好评如潮。在Metacritic根据80条评价中获得了平均90%的好评。游戏在日本首周就售出了超过343,000套，并带动了任天堂3DS的销量超过145,000台。日本权威游戏杂志《Fami通》授予了《超級瑪利歐3D樂園》38的高分（满分40分），大赞设计水平、对新玩家的体贴和裸眼3D的使用。
IGN给游戏的得分为9.5分（满分10分）以及编辑选择奖，称它“绚丽和令人上瘾”，并声称“裸眼3D游戏在此之前从未如此完全展现”。GamesRadar给了本作9/10的评价，并称赞其丰富的内容，也批评了包括由按键而非十字键来控制人物奔跑和一些关卡的难度简单。
Game Informer给3D大陆打出9.5分（满分10分），说：“它再次提高了系列品质的水平，无疑是拥有3DS的最好理由”。他们还称赞由按键控制任务奔跑和裸眼3D效果的使用，同时批评“缺乏丰富的BOSS战”。
ScrewAttack为通关之后开启的里世界给出9分/10分，但只给游戏的原关卡7分/10分，原因是没有游戏难度。
游戏在2011年斯派克视频游戏典礼（Spike Video Game Awards）上赢得了“最佳掌机游戏”的奖项。在Game Trailers评选的2011年年度游戏中，《超級瑪利歐3D樂園》被授予“最佳任天堂3DS游戏”以及“最佳平台游戏奖”。《超級瑪利歐3D樂園》还被Nintendo Life选为2011年的年度3DS游戏。
《超級瑪利歐3D樂園》截止2012年1月3日，在美国售出超过一百万套。在日本，截止至2012年1月25日，游戏已经售出超过130万套。截至2012年1月26日，游戏的全球销量已售出超过500万套，成为第一款达到500万销量里程碑的3DS游戏，同时成为3DS上最畅销的游戏。在2022年11月8日公開的第二季（截止至2022年9月）任天堂銷售數據中，《超級瑪利歐3D樂園》在全球已售出1,286萬份，在任天堂3DS上的本家遊戲銷量第六名。

## 系統更新
《超級瑪利歐3D樂園》裡包含了版本編號「2.2.0 - ○J型」的N3DS系統更新，主要更新如下：
- 好友列表功能調整，上線的好友將會優先顯示，使用按鍵或類比可快速翻頁，並且有「加入他正在玩的遊戲」按鈕。
- 加強整體系統的穩定性。

## 外部連結
- （中文）任天堂香港《超级玛利欧3D大陆》官方介绍网站 （页面存档备份，存于）
- （中文）任天堂香港 (台湾)《超级玛利欧3D大陆》官方介绍网站 （页面存档备份，存于）
- （日語）日本《超級瑪利歐3D樂園》官方介紹網站 （页面存档备份，存于）
- （英文）北美《超級瑪利歐3D樂園》官方介紹網站 （页面存档备份，存于）